# Транспорт Франції
Транспорт Франції представлений автомобільним , залізничним , повітряним , водним (морським, річковим)  і трубопровідним , у населених пунктах  та у міжміському сполученні діє громадський транспорт пасажирських перевезень. Площа країни дорівнює 551500 км² (43-тє місце у світі). Форма території країни — складна пентагональна; максимальна дистанція з півночі на південь — 965 км, зі сходу на захід — 950 км. Географічне положення Франції дозволяє країні контролювати транспортні шляхи між країнами Західної та Південної Європи; морські транспортні шляхи в акваторіях Середземного моря, Біскайської затоки, підходи до Північного моря (протока Ла-Манш). Транспортні системи заморських територій Франції розглянуті в окремих статтях.

## Автомобільний
Загальна довжина автошляхів у Франції, станом на 2012 рік, дорівнює 1 028 446 км (без врахування 5 100 км автодоріг в заморських департаментах), з яких 1 028 446 км із твердим покриттям (11 416 км швидкісних автомагістралей)(8-ме місце у світі).

## Залізничний
Загальна довжина залізничних колій країни, станом на 2014 рік, становила 29 640 км (10-те місце у світі), з яких 29 473 км стандартної 1435-мм колії (15 561 км електрифіковано), 167 км вузької 1000-мм колії (63 км електрифіковано).

## Повітряний
У країні, станом на 2013 рік, діє 464 аеропорти (17-те місце у світі), з них 294 із твердим покриттям злітно-посадкових смуг і 170 із ґрунтовим. Аеропорти країни за довжиною злітно-посадкових смуг розподіляються наступним чином (у дужках окремо кількість без твердого покриття):
- довші за 10 тис. футів (>3047 м) — 14 (0);
- від 10 тис. до 8 тис. футів (3047-2438 м) — 25 (0);
- від 8 тис. до 5 тис. футів (2437—1524 м) — 97 (1);
- від 5 тис. до 3 тис. футів (1523—914 м) — 83 (64);
- коротші за 3 тис. футів (<914 м) — 75 (105)[1].

У країні, станом на 2015 рік, зареєстровано 30 авіапідприємств, які оперують 485 повітряними суднами. За 2015 рік загальний пасажирообіг на внутрішніх і міжнародних рейсах становив 65,039,503 осіб. За 2015 рік повітряним транспортом було перевезено 4,0 млрд тонно-кілометрів вантажів (без врахування багажу пасажирів).
У країні, станом на 2013 рік, споруджено і діє 1 гелікоптерний майданчик.
Франція є членом Міжнародної організації цивільної авіації (ICAO). Згідно зі статтею 20 Чиказької конвенції про міжнародну цивільну авіацію 1944 року, Міжнародна організація цивільної авіації для повітряних суден країни, станом на 2016 рік, закріпила реєстраційний префікс — F, заснований на радіопозивних, виділених Міжнародним союзом електрозв'язку (ITU). Аеропорти Франції мають літерний код ІКАО, що починається з — LF.

## Водний

### Морський
Головні морські порти країни: Брест, Кале, Дюнкерк, Гавр, Марсель, Нант. Річний вантажообіг контейнерних терміналів (дані за 2011 рік): Гавр — 2,2 млн контейнерів (TEU).
Поромні причали в Кале, Шербурі й Гаврі. СПГ-термінали для імпорту скрапленого природного газу діють у портах: Фос-Каву, Фос-Тонкін, Монтуар-де-Бретань.
Морський торговий флот країни, станом на 2010 рік, складався з 162 морських суден з тоннажем більшим за 1 тис. реєстрових тонн (GRT) кожне (36-те місце у світі), з яких: балкерів — 3, суховантажів — 7, танкерів для хімічної продукції — 34, контейнеровозів — 27, газовозів — 12, пасажирських суден — 10, вантажно-пасажирських суден — 41, нафтових танкерів — 16, рефрижераторів — 1, ролкерів — 11.
Станом на 2010 рік, кількість морських торгових суден, що ходять під прапором країни, але є власністю інших держав — 50 (Бельгії — 7, Бермудських Островів — 5, Данії — 11, Французької Полінезії — 11, Німеччини — 1, Нової Каледонії — 3, Сінгапуру — 3, Швеції — 4, Швейцарії — 5); зареєстровані під прапорами інших країн — 151 (Багамських Островів — 15, Бельгії — 7, Бермудських Островів — 1, Канади — 1, Кіпру — 16, Єгипту — 1, Гонконгу — 4, Індонезії — 1, Ірландії — 2, Італії — 2, Люксембургу — 15, Мальти — 8, Маршаллових Островів — 7, Мексики — 1, Марокко — 3, Нідерландів — 2, Норвегії — 5, Панами — 7, Сент-Вінсенту і Гренадин — 2, Сінгапуру — 3, Південної Кореї — 2, Тайваню — 2, Великої Британії — 39, Сполучених Штатів Америки — 4, невстановленої приналежності — 1).

### Річковий
Загальна довжина судноплавних ділянок річок і водних шляхів, доступних для суден з дедвейтом понад 500 тонн, в метрополійській частині країни 2010 року становила 8 501 км; більше за 3 тис. тонн — 1 621 км. Головні водні транспортні артерії країни: Сена і Маас з численними каналами на півночі, Луара на заході й у центрі, Рона з притоками на сході, Гаронна, що сполучає Біскайську затоку атлантичного узбережжя Південним каналом з Ліонською Середземного моря на півдні.
Головні річкові порти країни: Париж і Руан на Сені; Страсбург на Рейні; Бордо на Гароні.

## Трубопровідний
Загальна довжина газогонів у Франції, станом на 2013 рік, становила 15 322 км; нафтогонів — 2 939 км; продуктогонів — 5 084 км.

## Державне управління
Держава здійснює управління транспортною інфраструктурою країни через міністерства заморських територій та екології, енергетики і океанів. Станом на 6 грудня 2016 року міністерства в уряді Бернара Казньова очолювали міністри Еріка Берейт та Сеголен Руаяль, відповідно.

### Українською
- Атлас. 10-11 клас. Економічна і соціальна географія світу / упорядники :  О. Я. Скуратович, Н. І. Чанцева. — К. : ДНВП «Картографія», 2010. — ISBN 978-966-475-639-3.
- Атлас світу / голов. ред. І. С. Руденко ; зав. ред. В. В. Радченко ; відп. ред. О. В. Вакуленко. — К. : ДНВП «Картографія», 2005. — 336 с. — ISBN 9666315467.
- Безуглий В. В. Економічна і соціальна географія зарубіжних країн : Навчальний посібник. — К. : ВЦ «Академія», 2007. — 704 с. — ISBN 978-966-580-239-6.
- Безуглий В. В., Козинець С. В. Регіональна економічна і соціальна географія світу : Навчальний посібник. — видання 2-ге, доп., перероб. — К. : ВЦ «Академія», 2007. — 688 с. — ISBN 966-580-144-9.
- Дахно І. І. Країни світу: Енциклопедичний довідник / І. І. Дахно, С. М. Тимофієв. — К. : Мапа, 2011. — 606 с. — (Бібліотека нового українця) — ISBN 978-966-8804-23-6.
- Дахно І. І. Економічна географія зарубіжних країн : навчальний посібник. — К. : Центр учбової літератури, 2014. — 319 с. — ISBN 978-611-01-0682-5.
- Дорошенко В. І. Географія транспорту : Навчальний посібник / В. І. Дорошенко, К. Д. Діденко. — К. : Київський нац. ун-т ім. Т. Шевченка, 2010. — 183 с. — ISBN 978-966-439-329-1.
- Дубович І. А. Країнознавчий словник-довідник. — 5-те вид., перероб. і доп. — К. : Знання, 2008. — 839 с. — ISBN 978-966-346-330-8.
- Економічна і соціальна географія країн світу : Навчальний посібник / За ред. С. П. Кузика. — Л. : Світ, 2002. — 672 с. — ISBN 966-603-178-7.
- Зарубіжна транспортна географія : навчальний посібник / уклад. : Петрашевський О. Л. и др. — К. : Національний транспортний університет, 2015. — 95 с. — ISBN 978-966-632-227-5.
- Юрківський В. М. Регіональна економічна і соціальна географія. Зарубіжні країни : Підручник. — К. : Либідь, 2001. — 416 с. — ISBN 966-06-0092-5.

### Англійською
- (англ.) Modern Transport Geography / Hoyle, B. and R. Knowles (eds). — Second Edition,. — London : Wiley, 1998.
- (англ.) Rodrigue, J-P. The Geography of Transport Systems. — Fourth Edition. — N. Y. : Routledge, 2017. — 440 с. — ISBN 978-1138669574.
- (англ.) Taaffe E. J., Gauthier H. L. and O'Kelly M. E. Geography of transportation. — Second Edition. — N. Y. : Prentice Hall, 1996. — ISBN 0-13-368572-1.
- (англ.) Black, W. Transportation: A Geographical Analysis. — N. Y. : Guilford, 2003.

### Російською
- (рос.) Максаковский В. П. Географическая картина мира. Книга I: Общая характеристика мира. — М. : Дрофа, 2008. — 495 с. — ISBN 978-5-358-05275-8.
- (рос.) Максаковский В. П. Географическая картина мира. Книга II: Региональная характеристика мира. — М. : Дрофа, 2009. — 480 с. — ISBN 978-5-358-06280-1.
- (рос.) Физико-географический атлас мира. — М. : Академия наук СССР и главное управление геодезии и картографии ГГК СССР, 1964. — 298 с.
- (рос.) Шаповал Н. С. Транспортная география и транспортные системы мира : учебное пособие. — К. : Центр учбової літератури, 2006. — 188 с. — ISBN 000-0000-00-4.
- (рос.) Экономическая, социальная и политическая география мира. Регионы и страны / под ред. С. Б. Лаврова, Н. В. Каледина. — М. : Гардарики, 2002. — 928 с. — ISBN 5-8297-0039-5.
- (рос.) Энциклопедия стран мира / глав. ред. Н. А. Симония. — М. : НПО «Экономика» РАН, отделение общественных наук, 2004. — 1319 с. — ISBN 5-282-02318-0.